# Кондраково
Кондраково (рос. Кондраково) — селище у Муромському районі Владимирської області Російської Федерації.
Входить до складу муніципального утворення Борисоглібське сільське поселення. Населення становить 373 особи (2010).

## Історія
Населений пункт розташований на землях фіно-угорських народів муроми та мещери.
Від 14 квітня 1929 року належить до Муромського району, утвореного спочатку у складі Муромського округу Нижегородської області.
Згідно із законом від 11 травня 2005 року входить до складу муніципального утворення Борисоглібське сільське поселення.

## Населення
| 1859 | 1905 | 1926 | 2002 | 2010 |
| ---- | ---- | ---- | ---- | ---- |
| 150  | ↗202 | ↗342 | ↗426 | ↘373 |